# Ireneusz Kluczek

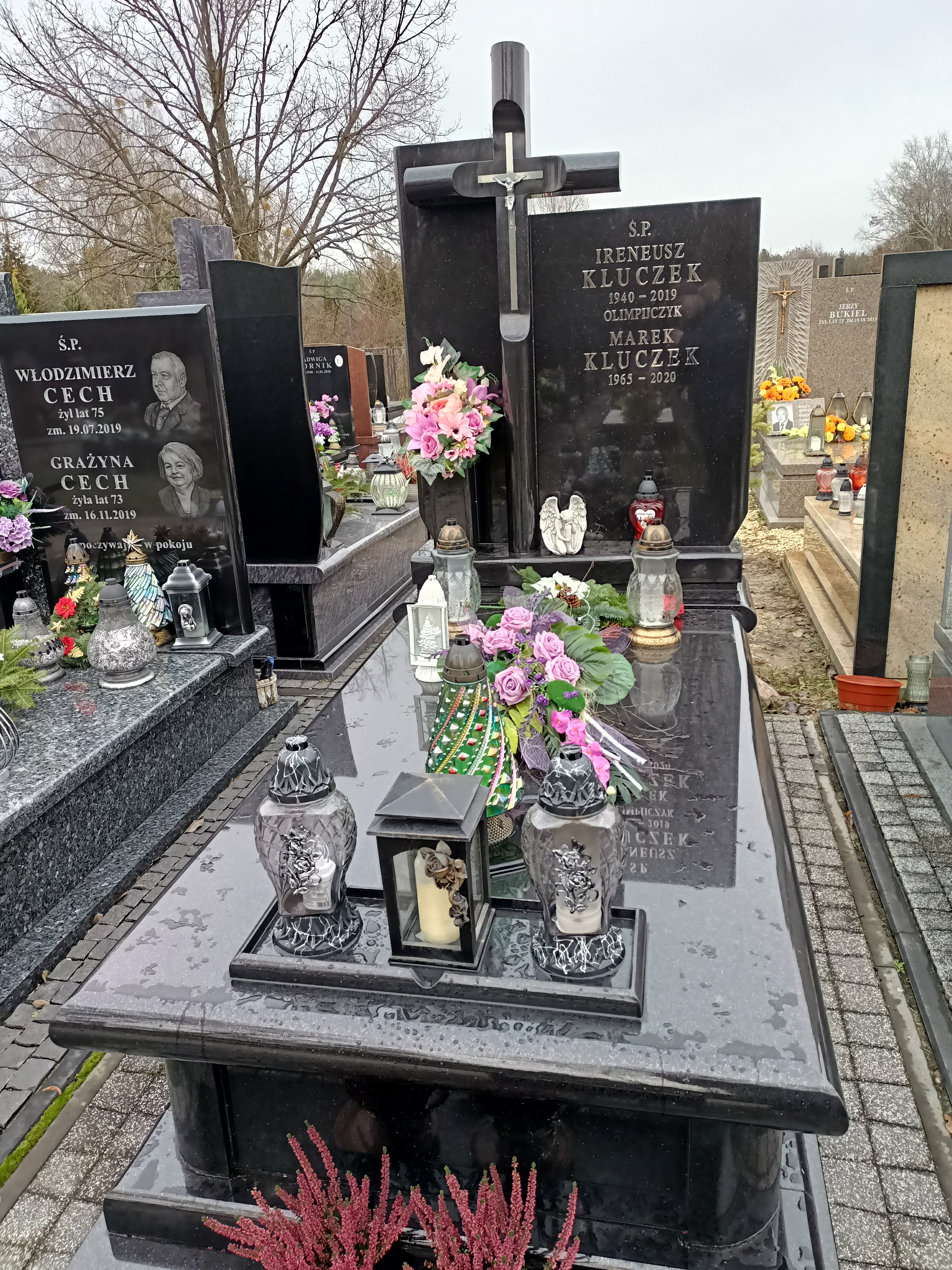
Grabmal von Ireneusz Kluczek auf dem Nordfriedhof in Warschau

Ireneusz Kluczek (* 5. Mai 1940 in Krasnosielc; † 29. Juni 2019) war ein polnischer Sprinter, der sich auf den 400-Meter-Lauf spezialisiert hatte.
1962 schied er bei den Leichtathletik-Europameisterschaften in Belgrad im Vorlauf der 4-mal-400-Meter-Staffel aus.
Bei den Olympischen Spielen 1964 in Tokio wurde er Sechster in der 4-mal-400-Meter-Staffel und scheiterte über 400 m in der ersten Runde.
Seine persönliche Bestzeit von 46,8 s stellte er 1962 auf.